# Heng Shan (Shanxi)
Heng Shan (chiń. 恒山) – góra w prowincji Shanxi, w środkowych Chinach, jedna z pięciu wielkich gór taoizmu, znana również jako Północny Heng Shan. Ma taką samą nazwę jak inna spośród pięciu wielkich gór taoizmu – Heng Shan położona w prowincji Hunan, nazywana też Południowym Heng Shan. Szczyt ma wysokość 2017 m n.p.m.

## Historia
Heng Shan była uważana w Chinach za świętą górę począwszy od czasów panowania dynastii Zhou, w I tysiącleciu p.n.e. Podczas panowania dynastii Han (206 p.n.e. – 220 n.e.) na jej szczycie wzniesiono pierwszą świątynię, wielokrotnie burzoną i odbudowywaną na przełomie kolejnych kilku stuleci. Z uwagi na swoje położenie, przez kilkaset lat na początku naszej ery pozostawała poza granicami Chin. Dlatego też ruch pielgrzymkowy nie rozwinął się tam w takiej skali, jak na innych świętych górach taoizmu. Podczas panowania północnej dynastii Wei, w 491 roku n.e., na zboczach góry wzniesiono świątynię trzech religii: taoizmu, buddyzmu i konfucjanizmu. Według lokalnych wierzeń budowę zainicjował mnich Liao Ran.